# Akhsikath
Akhsikath o Aksikat o Aksikant (nom sogdià que vol dir "Ciutat del príncep") fou una ciutat de Sogdiana, capital de la Vall de Fergana a la riba nord del riu Čen ču (Iaxartes) prop del riu d'Uzgend (també anomenat Kašart que vol dir "Afluent principal" del Sir Darya o Iaxartes) que seria el riu Kasan Say, al lloc on s'uneix al Sir Darya. A l'època medieval tardana s'anomenà només Akhsi o Aksi.
Fergana constituïa un regne independent al temps de la conquesta àrab, sota un governant local sogdià. Segurament era la Si-kien de les fonts xineses (segle vi i VII)
Fou residència de l'amir i els seus lloctinents (ummal). Al segle x era tan gran com Kuba l'altra principal ciutat de Fergana. La regió produïa raïm i els seus habitants eren notables bevedors de vi. Sota els samànides s'hi va encunyar moneda. Fou una ciutat important sota els karakhànides, i part del seu kanat occidental; el kan Yusuf Kadir Khan hi va encunyar moneda el 1025, Ahmad Tukan Khan ibn Harun Bughra Khan el 1026/1027, i més tard (el mateix segle xi) Ibrahim Tamgač Khan
La vila fou en part destruïda al començament del segle xiii en les guerres entre karakhànides i Coràsmia i després entre Muhàmmad de Coràsmia i els mongols, quan es va produir la invasió de Genguis Kan. La capital regional es va traslladar a Antigen. Akhsikath es va recuperar i al segle XIV-XV apareix sota el nom d'Akhsi i encara era la segona ciutat de la regió. Fou llavors teatre de lluites entre Babur i els txagatais. Després es va despoblar.
Les seves ruïnes, de nom Eski Aksi, foren explorades el 1885 per N.I. Veselovskiy. A la vora hi ha els llogarets moderns d'Aski i Sahad a la província més oriental de l'Uzbekistan.